# Louis Alvin
Pour les articles homonymes, voir Alvin.
Louis-Joseph Alvin (né le 18 mars 1806 à Cambrai et mort le 17 mai 1887 à Ixelles) est un poète, auteur de théâtre, historien de l'art, biographe et bibliothécaire d'origine française naturalisé belge.

## Biographie
Louis Alvin commence sa carrière comme professeur à Liège, avant de devenir directeur de l'Instruction publique au Ministère de l'Intérieur.
Écrivain fécond, Alvin est nommé conservateur en chef de la Bibliothèque royale de Belgique dont il réaménagera les locaux, notamment en l'agrandissant par l'occupation des anciens Palais de l'Industrie. Il crée le Cabinet des estampes où il installe son bureau.
Alvin est un des fondateurs du Recueil encyclopédique belge.
Il est membre de l'Académie royale des sciences, des lettres et des beaux-arts de Belgique, et est nommé directeur de la Classe des beaux-arts en 1848.
Il s'est marié avec Caroline Jacobs, puis devenu veuf, avec Adèle Lesbroussart. Il a eu un fils, prénommé également Louis.
Louis Alvin est inhumé dans l'ancien cimetière d'Ixelles.

## Ses écrits

### Œuvre théâtrale
- 1827 : Les Eaux de Chaudfontaine, comédie-vaudeville (avec Pierre Polain et Edmond de Lannoy), représentée à Liège en 1827.
- 1834 : Sardanapale, drame en cinq actes, représentation au théâtre de la Monnaie en 1834.
- 1835 : Le Folliculaire anonyme, comédie en trois actes et en vers.
- 1845 : Les Étrangers en Belgique, fragment de comédie publiée en 1845 dans la Revue de Liège, sous le pseudonyme de Comtesse Anastasie de R***.
- 1856 : Les Contemplations, parodie de Victor Hugo, sous l'anagramme de L.-Joseph Van Il.

### Œuvre poétique
- 1843 : Souvenirs de ma vie littéraire. Recueil de vers et de prose.

### Œuvres historiques
- 1850 : Église abbatiale de Nivelles. Sculptures du XIe siècle.
- 1863 : L'Alliance de l'art et de l'industrie.
- 1870 : Fr.-J. Navez. Sa vie, ses œuvres et sa correspondance.

## Décorations
- Commandeur de l'ordre de Léopold
- Officier de la Légion d'honneur
- Commandeur de l'ordre royal de l’Étoile polaire